# Заліська сільська рада (Камінь-Каширський район)
Заліська сільська рада — адміністративно-територіальна одиниця та орган місцевого самоврядування у Камінь-Каширському районі Волинської області з адміністративним центром у с. Залісся.

## Населені пункти
Сільській раді підпорядковані населені пункти:
- с. Залісся

## Населення
Згідно з переписом УРСР 1989 року чисельність наявного населення сільської ради становила 1257 осіб, з яких 617 чоловіків та 640 жінок.
За переписом населення України 2001 року в селі мешкало 1312 осіб.

### Мова
Розподіл населення за рідною мовою за даними перепису 2001 року:
| Мова       | Відсоток |
| ---------- | -------- |
| українська | 99,47 %  |
| російська  | 0,53 %   |

## Склад ради
Рада складається з 16 депутатів та голови.

## Керівний склад сільської ради
| ПІБ                         | Основні відомості                                                                           | Дата обрання | Дата звільнення |
| --------------------------- | ------------------------------------------------------------------------------------------- | ------------ | --------------- |
| Глущик Володимир Максимович | Сільський голова, 1958 року народження, освіта, безпартійний                                | 26.03.2006   | 31.10.2010      |
| Семенюк Олег Васильович     | Сільський голова, 1976 року народження, освіта середня спеціальна, член партії Єдиний Центр | 31.10.2010   |                 |

Примітка: таблиця складена за даними джерела